# Лист
Вижте пояснителната страница за други значения на Лист.
Листът е вегетативен орган при висшите (кормусни) растения, в който се извършват два процеса: фотосинтеза и транспирация (изпарение на водата). Той е надземен и има ограничен растеж. Един от главните признаци за делене на дърветата е според формата на листа – широколистни и иглолистни. Листът принципно не участва в размножаването на растенията, но при някои видове в листа е налична достатъчно меристемна тъкан, даваща възможност и за безполово (вегетативно) размножаване.

## Морфология на листа
Когато се наблюдава лист от джанка, слива, роза, овчарска торбичка, картоф, домат и други растения, се забелязва, че той е изграден основно от две части – листна дръжка и една обемиста част, прикрепена на листната дръжка – петура. При някои растения, като тези от семейство Розови (Rosaceae) например, има и прилистници, намиращи се под листната петура, при основата на листната дръжка.
Листната дръжка при някои растения (царевица, кокиче, пшеница и други) липсва и тогава петурата е прикрепена към стъблото спрямо влагалище и езиче. Тези листа се наричат приседнали. Местата, където листата се прикрепят към стъблото, се наричат възли, а разстоянията между тях – междувъзлия.
Когато в листа на растението освен да се извършва фотосинтеза се съхранява и вода, листът става по-дебел и месест. Растения с такива листа се наричат сукулентни.

## Петура
Листната петура е същинската част на листа на растението, където са разположени хлоропластите, извършващи фотосинтезата. Петурите са изключително разнообразни и на тяхна база се определят различните видове листа. Латинският термин за петура „ламина“ (на латински: lamina) е свързан с плоската тънка форма, която има листът. Голямата площ на малък обем осигурява възможност за изпарение на водата (процесът при растенията се нарича транспирация), като по този начин то се охлажда, както и се създава т.нар. възходящ воден ток на вода и минерални хранителни вещества от корените към върховете на растението, поради намаленото водно налягане.

### Брой на петурите
Листът може да има една или повече петури, което определя дали един лист е съответно прост или сложен.

#### Прост лист
Когато листът е с една петура, той се нарича прост. Например при бука, дъба, цера, благуна, леската, момината сълза, нарциса, жълтата мъртва коприва, старото биле и други.

#### Сложен лист
Когато листът е изграден от няколко петури – две, три или повече, той се нарича сложен. Петурите на сложните листа се наричат и листчета. Сложните листа са няколко основни вида:
- сложен перест:
  - сложни чифтоперести – на върха са разположени две листчета (грах, фий, секирче),
  - сложни текоперести – завършват на върха с едно листче (акация, роза, шипка, картоф, обикновен орех, офика, калина, ясен),
  - сложни сложноперести/многоперести (морков и други) и
  - сложни двойноперести (албиция);
- сложен дланевиден (конски кестен);
- сложен триделен (ягода, детелина);
- сложен многоделен (тънколистна лупина);
- сложен двуделен.

### Форма на петурата
Формата на петурата може да бъде сърцевидна (люляк, липа), игловидна (ела, смърч, бор), линейна (пшеница, мразовец), копиевидна (киселец), мечовидна (гладиола, папур), длановидна (лютиче, явор), переста (дъб), продълговата (върба), ромбична (бреза, черна топола) и други.
Някои класификации на формата на петурата се основават на съотношението между дължината и широчината ѝ:
- линейни – дължината превишава повече от 5 пъти широчината;
- ланцетни – дължината превишава широчината от 3 до 5 пъти;
- яйцевидни – дължината превишава широчината 2 – 3 пъти.

Тази класификация се допълва, когато петурата не е най-широка в долната част с:
- елипсовидни – петурата е най-широка в средата;
- обратнояйцевидни – петурата е най-широка в горната част.

Когато дължината и широчината на петурата са почти равни се наричат кръгли листа (трепетлика, дива круша).

### Ръб на петурата
Петурата може да бъде заоблена, напилена, едроназъбена, тъпо назъбена, двойно назъбена, наделена, целокрайна.

### Жилкуване (нерватура) на петурата
През повърхността на петурата преминават жилки, представляващи проводящите цеви на проводящата тъкан на растението. Те образуват жилкуването на листната петура. Жилкуването е основно три вида: мрежовидно, успоредно и дъговидно.

#### Мрежовидно жилкуване
Характерно за почти всички двусемеделни растения (такива са: къпина, шибой, парнар, обикновена ралица, фасул, мандрагора, мента, незабравка, слънчоглед и други). При това жилкуване главната жилка се разклонява в цялата петура.

#### Успоредното жилкуване
Характерно за едносемеделните растения като пшеница, бамбук, ориз, ечемик, власатка, лале и други.

#### Дъговидно жилкуване
Също при едносемеделните, например момина сълза, чемерика и други.

### Цвят на петурата
Петурата при повечето растения е зелена заради багрилото хлорофил. Обаче при някои растения (кралска бегония и други) е с разнообразни багри. Когато настъпи листопадът, пластидите, наситени с хлорофил (хлоропласти), преминават в хромопласти и петурата променя цвета си. При някои растения (културна роза) след определено време от развитието хлоропластите преминават в хромопласти, без да е настъпил листопадът. Така листата на розата се обагрят от зелено в тъмночервено.

## Разположение на листата

### Мозаечно
Мозаечно листата се разполагат, за да бъде осветен всеки лист. Такова листно разположение има бръшлянът.

### Розетъчно
При овчарската торбичка например има розетка.

### Срещуположно
При мента, босилек, коприва.

### Спирално
Спирално (последователно) е при праскова, горун, пролетен горицвет, глициния, пипер, лайка и други.

### Пръстеновидно
При растения като зокум (олеандър), лепка (еньовче), хвойна, ленивче и други е пръстеновидно (прешленовидно).